# Platja de Borizu
La Platja de Borizo o Borizu té forma de petxina, presentant una longitud de 400 metres, amb una amplària variable però que pot considerar-se d'uns 65 metres de mitjana.
Se situa entre les poblacions de Barro i Celorio, i enfront de l'illa de Arnielles o Borizu, que a la seva zona oest és coneguda com Las Cabreras. S'emmarca a les platges de la Costa oriental d'Astúries, anomenada també Costa Verda Asturiana i és considerada paisatge protegit, des del punt de vista mediambiental (per la seva vegetació). Per aquest motiu està integrada, segons informació del Ministeri d'Agricultura, Alimentació i Medi ambient, en el Paisatge Protegit de la Costa Oriental d'Astúries.

## Descripció
Es tracta d'una platja semiurbana que compta amb una alta afluència de públic. Presenta molt fàcil accés tant a peu, fins i tot per a persones amb discapacitat, com en vehicle rodat, comptant amb un aparcament d'unes 100 places. Es troba en el municipi de Llanes. Compta amb una extensa platja de fina i blanca sorra que permet gaudir d'unes aigües tranquil·les. En baixamar s'uneix a través d'una franja de sorra a l'illa de Borizo que se situa enfront d'ella. Presenta diversos equipaments i serveis, com són dutxes, telèfon, papereres, servei de neteja…